# Haplophyllum superpositum
Haplophyllum superpositum är en vinruteväxtart som beskrevs av Kitamura. Haplophyllum superpositum ingår i släktet Haplophyllum och familjen vinruteväxter. Inga underarter finns listade i Catalogue of Life.